# Olivier de Méel
Pour les articles homonymes, voir Olivier (homonymie).
 (août 2020).
Si vous disposez d'ouvrages ou d'articles de référence ou si vous connaissez des sites web de qualité traitant du thème abordé ici, merci de compléter l'article en donnant les références utiles à sa vérifiabilité et en les liant à la section « Notes et références ».
Olivier de Méel († 8 juin 1451, à Vannes) est un noble breton connu pour avoir été le meurtrier de Gilles de Bretagne.

## Biographie
Vassal des Montauban, il était écuyer d'Arthur de Bretagne, le connétable de Richemont, en 1442. Le 24 avril 1450, avec la complicité de Robert Rouxel, il étrangla Gilles de Bretagne, frère du duc de Bretagne François Ier, représentant le parti pro-Anglais dans le duché. 
Il avait fui en France et avait trouvé asile au château de Marcoussis appartenant à Jean Malet, seigneur de Graville, qui avait épousé Marie, sœur des Montauban. Il y trouva l’aîné des deux frères, Jean de Montauban, le maréchal de Bretagne, soupçonné de quelque complicité dans le crime dont son frère Arthur était l’auteur principal — il était le rival de Gilles de Bretagne.
Il y fut enlevé, en terre française, par deux écuyers du connétable de Richemont, ce qui déclencha un conflit avec le roi de France. Lui et son complice furent condamnés et décapités à Vannes le 8 juin 1451.